# Brunegg
Brunegg (toponimo tedesco) è un comune svizzero di 810 abitanti del Canton Argovia, nel distretto di Lenzburg.

## Monumenti e luoghi d'interesse

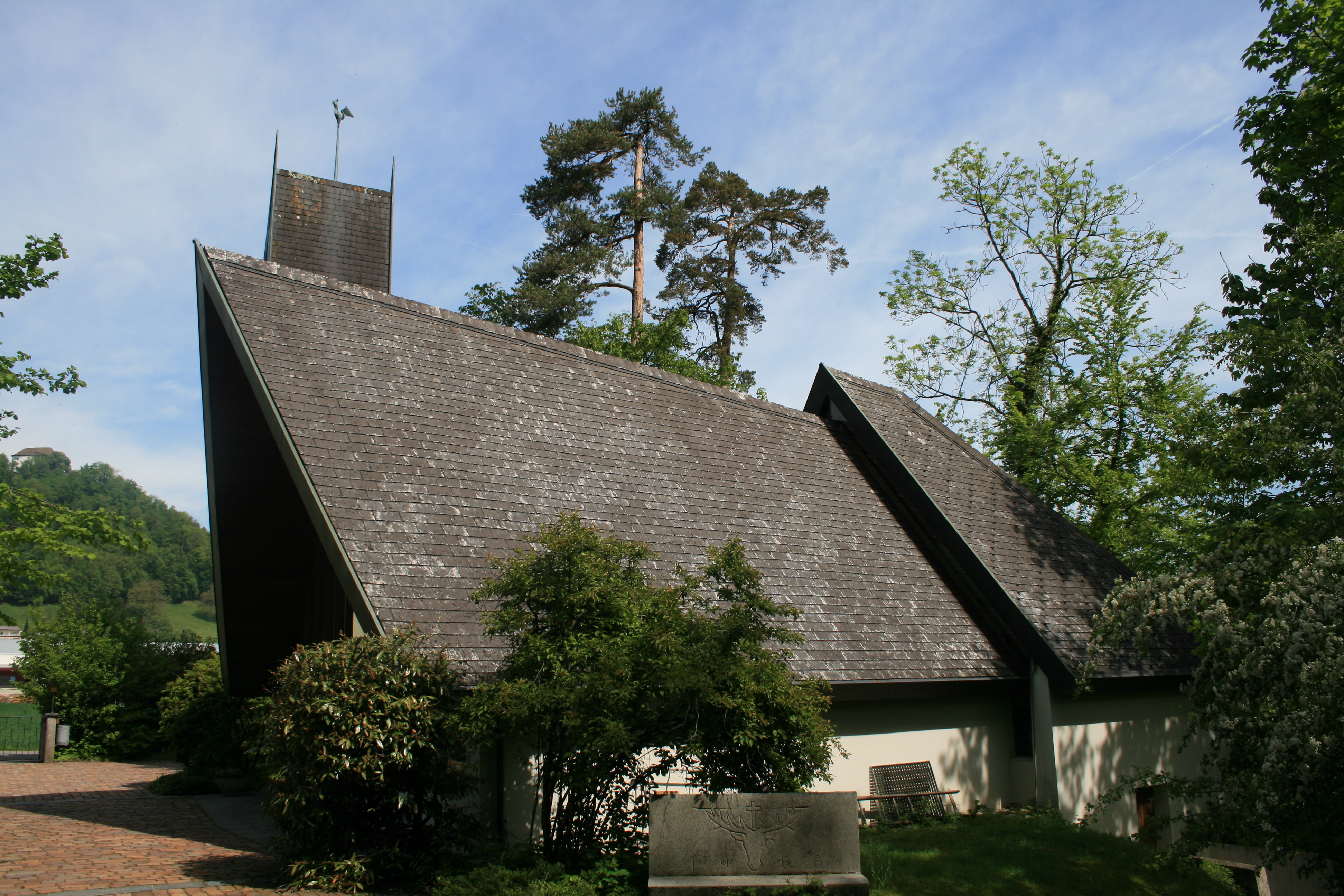
La chiesa riformata

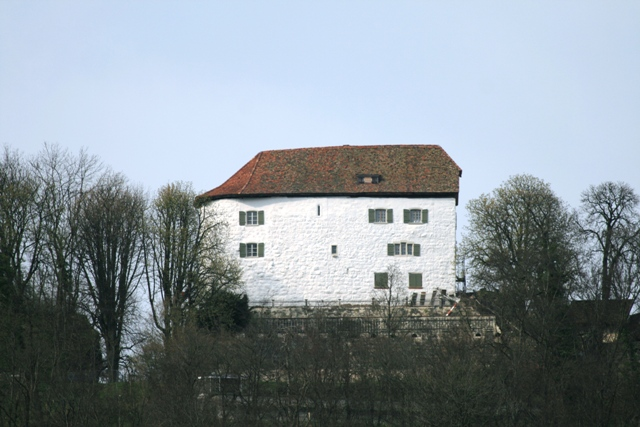
Il castello di Brunegg

- Chiesa riformata, eretta nel 1967[1];
- Castello di Brunegg, ricostruito nel 1805-1806[1].

## Società

### Evoluzione demografica
L'evoluzione demografica è riportata nella seguente tabella:
Abitanti censiti

## Amministrazione
Ogni famiglia originaria del luogo fa parte del cosiddetto comune patriziale e ha la responsabilità della manutenzione di ogni bene ricadente all'interno dei confini del comune.